# Tablones (Piura)
Tablones es un caserío peruano ubicado en el distrito de Yamango, perteneciente a la provincia de Morropón del departamento de Piura, al norte del Perú. 

## Ubicación
Tablones se ubica al noreste de la provincia de Morropón, en el distrito de Yamango, en el departamento de Piura. 

## Demografía
En 2017 Tablones tenía una población de 287 habitantes.
| Gráfica de evolución demográfica de Tablones entre 1993 y 2017 |
|                                                                |
| Fuentes: Población 1993 y 2017                                 |